# Tochterzelle
Als Tochterzellen bezeichnet man in der Biologie die beiden Zellen, die nach einer Zellteilung aus einer Ausgangszelle entstanden sind.
Voraussetzung für die Entstehung von Tochterzellen ist die Verdoppelung sämtlicher Organellen der Mutterzelle einschließlich des Erbguts. Der Teilung in zwei Tochterzellen, die erst nach der vollständigen Durchschnürung des Zellleibs vollzogen ist, geht daher bei eukaryotischen Lebewesen eine Kernteilung in Form einer Mitose voraus.
In einigen Fällen erfolgt nicht – wie sonst üblich – eine Zweiteilung in zwei Tochterzellen, sondern eine Vielfachteilung des ursprünglichen Zellleibes in etliche Tochterzellen. In diesen Fällen muss sich vor der Teilung die Anzahl der Zellkerne in der Ausgangszelle vervielfältigt haben, damit jede Tochterzelle einen Zellkern erhält.
Die Etymologie des Begriffs Tochterzelle und der ihr vorangehenden Mutterzelle, insbesondere im Hinblick auf das weibliche Geschlecht (Tochterzelle im Gegensatz zu Sohnzelle, Mutterzelle im Gegensatz zu Vaterzelle) sind unklar. Sicher ist, dass diese Begriffe bereits in der Zeit von Rudolf Virchow so verwendet wurden. Naheliegend ist die Ableitung vom lateinischen Begriff cellula, der weiblich ist. Im Italienischen wird auch heute noch der Begriff cellula figlia benutzt. Allerdings wird das Wort „Tochter“ als Hinweis auf „Abkömmling“ auch mit männlichen Suffixen kombiniert, wie zum Beispiel bei Tochterklon.